# (31039) 1996 JN
(31039) 1996 JN est un astéroïde de la ceinture principale d'astéroïdes découvert en 1996.

## Description
(31039) 1996 JN a été découvert le 12 mai 1996 à Moriyama, dans la préfecture de Shiga, au Japon, par Yasukazu Ikari.

### Caractéristiques orbitales
L'orbite de cet astéroïde est caractérisée par un demi-grand axe de 2,28 ua, un périhélie de 2,06 ua, une excentricité de 0,010 et une inclinaison de 5,16° par rapport à l'écliptique. Du fait de ces caractéristiques, à savoir un demi-grand axe compris entre 2 et 3,2 ua et un périhélie supérieur à 1,666 ua, il est classé, selon la JPL Small-Body Database, comme objet de la ceinture principale d'astéroïdes.

### Caractéristiques physiques
(31039) 1996 JN a une magnitude absolue (H) de 14,1 et un albédo estimé à 0,379.